# NGC 3563B
NGC 3563B is een spiraalvormig sterrenstelsel in het sterrenbeeld Leeuw. Het hemelobject ligt in de buurt van NGC 3563

## Synoniemen
- MCG 5-27-13
- KCPG 277B
- NPM1G +27.0305
- ZWG 156.14
- KCPG 277A
- PGC 34012